# Rajon Oleschky

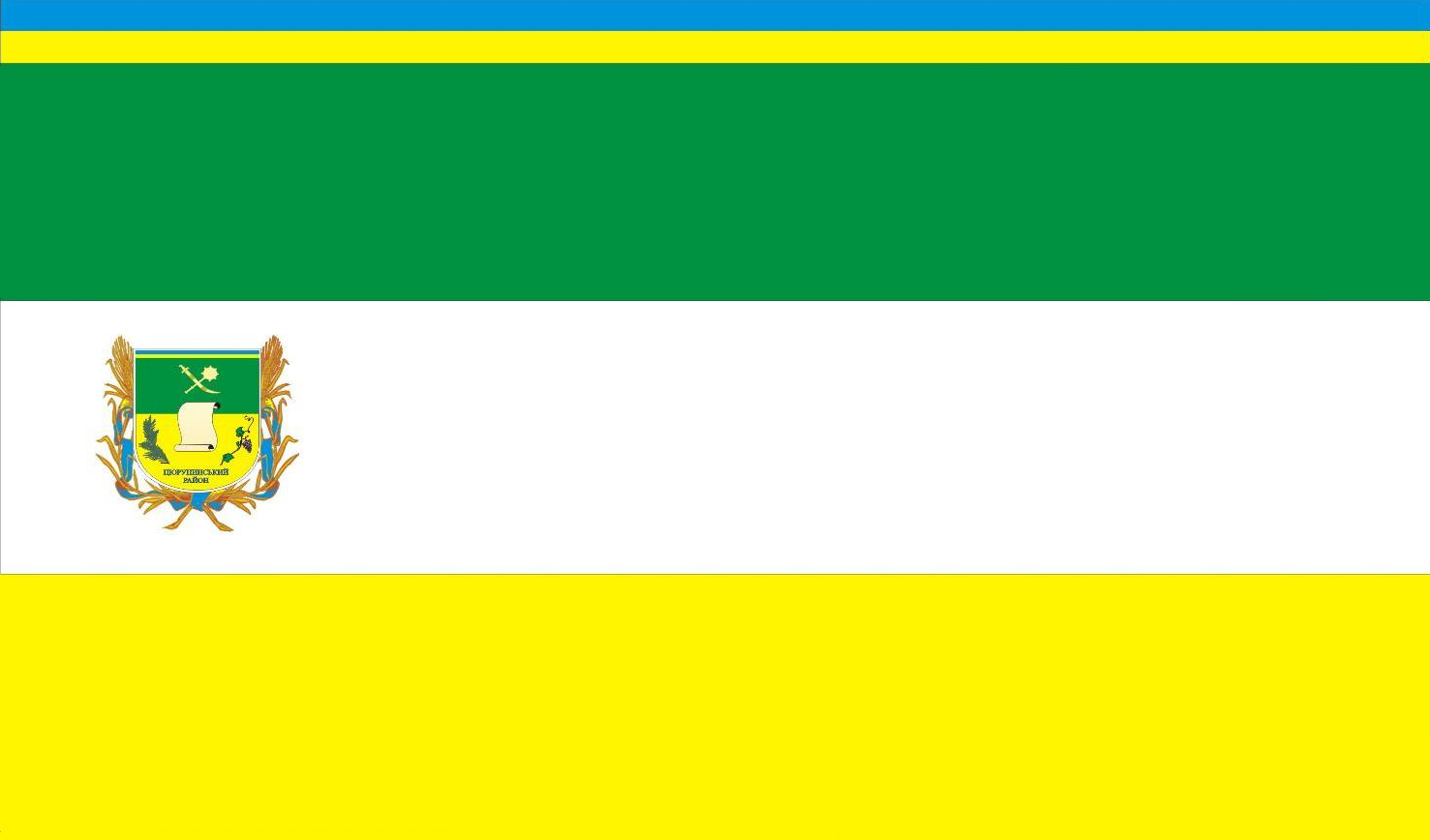
Flagge des Rajons

Der Rajon Oleschky (ukrainisch Олешківський район/Oleschkiwskyj rajon; russisch Алешковский район/Aleschkowski rajon) war einer der 18 Rajone der Oblast Cherson im Süden der Ukraine. Zentraler Ort des Rajons war die namensgebende Stadt Oleschky.

## Geschichte
Der Rajon wurde 1923 gegründet, 1928 wurde er analog der Rajonshauptstadt in Rajon Zjurupynsk (ukrainisch Цюрупинський район/Zjurupynskyj rajon) umbenannt. Nach der Besetzung durch deutsche Truppen wurde das Rajonsgebiet 1942 in das Reichskommissariat Ukraine eingegliedert und lag hier im Generalbezirk Krim (Teilbezirk Taurien), Kreisgebiet Aleschki. Nach dem Ende des Zweiten Weltkriegs kam es wieder zur Sowjetunion/Ukrainische SSR, seit 1991 ist er ein Teil der heutigen Ukraine, am 19. Mai 2016 wurde der Rajon im Zuge der Dekommunisierung der Ukraine wieder auf seinen ursprünglichen Namen zurückbenannt.
Am 17. Juli 2020 kam es im Zuge einer großen Rajonsreform zum Anschluss des Rajonsgebietes an den Rajon Cherson.

## Geographie
Das ehemalige Rajonsgebiet wird im Norden durch den Dnepr und die Konka begrenzt, im Südosten vom Nord-Krim-Kanal durchflossen und liegt in der ukrainischen Steppenlandschaft im Schwarzmeertiefland. Dabei ergeben sich Höhenlagen zwischen 10 und 40 Metern, ein Großteil des Rajonsgebietes wird durch die Oleschky-Sande bedeckt.
Er grenzte im Norden an den Rajon Biloserka, im Nordosten auf einem kurzen Abschnitt an den Rajon Beryslaw, im Osten an den Rajon Kachowka, im Südosten an den Rajon Tschaplynka, im Süden auf einem kurzen Abschnitt an den Rajon Kalantschak, im Südwesten an den Rajon Skadowsk sowie im Westen an den Rajon Hola Prystan.

## Administrative Gliederung
Auf kommunaler Ebene war der Rajon in eine Stadtratsgemeinde, zwei Siedlungsratsgemeinden und 12 Landratsgemeinden unterteilt, denen jeweils einzelne Ortschaften untergeordnet waren.
Zum Verwaltungsgebiet gehörten:
- 1 Stadt
- 2 Siedlungen städtischen Typs
- 23 Dörfer
- 5 Siedlungen

### Stadt
| Städte                         | Städte              | Städte                                    |
| Name                           | Name                | Name                                      |
| ukrainisch transkribiert       | ukrainisch          | russisch                                  |
| ------------------------------ | ------------------- | ----------------------------------------- |
| Oleschky (bis 2016 Zjurupynsk) | Олешки (Цюрупинськ) | Алёшки (Aljoschki)/Цюрупинск (Zjurupinsk) |

### Siedlungen städtischen Typs
| Siedlungen städtischen Typs | Siedlungen städtischen Typs | Siedlungen städtischen Typs      |
| Name                        | Name                        | Name                             |
| ukrainisch transkribiert    | ukrainisch                  | russisch                         |
| --------------------------- | --------------------------- | -------------------------------- |
| Bryliwka                    | Брилівка                    | Брилёвка (Briljowka)             |
| Nowa Majatschka             | Нова Маячка                 | Новая Маячка (Nowaja Majatschka) |

### Dörfer und Siedlungen
| Dörfer                            | Dörfer                | Dörfer                               | Dörfer            |
| Name                              | Name                  | Name                                 | Gemeindezuordnung |
| ukrainisch transkribiert          | ukrainisch            | russisch                             | Gemeindezuordnung |
| --------------------------------- | --------------------- | ------------------------------------ | ----------------- |
| Dobrosillja                       | Добросілля            | Доброселье (Dobroselje)              | Welyki Kopani     |
| Druschne                          | Дружне                | Дружное (Druschnoje)                 | Juwilejne         |
| Klyny                             | Клини                 | Клины (Kliny)                        | Tarassiwka        |
| Kosatschi Laheri                  | Козачі Лагері         | Казачьи Лагери (Kasatschi Lageri)    | Kosatschi Laheri  |
| Kostohrysowe                      | Костогризове          | Костогрызово (Kostogrysowo)          | Kostohrysowe      |
| Krynky                            | Кринки                | Крынки (Krynki)                      | Kosatschi Laheri  |
| Martschenka                       | Марченка              | Марченко (Martschenko)               | Schtschaslywe     |
| Myrne                             | Мирне                 | Мирное (Mirnoje)                     | Bryliwka          |
| Pidstepne                         | Підстепне             | Подстепное (Podstepnoje)             | Pidstepne         |
| Pischtschaniwka                   | Піщанівка             | Песчановка (Pestschanowka)           | Pidstepne         |
| Podo-Kalyniwka                    | Подо-Калинівка        | Подо-Калиновка (Podo-Kalinowka)      | Podo-Kalyniwka    |
| Pody                              | Поди                  | Поды                                 | Kostohrysowe      |
| Prywilne                          | Привільне             | Привольное (Priwolnoje)              | Schtschaslywe     |
| Prywitne                          | Привітне              | Приветное (Priwetnoje)               | Tarassiwka        |
| Radensk                           | Раденськ              | Раденск                              | Radensk           |
| Ridne (bis 2016 Leninka)          | Рідне (Ленінка)       | Родное (Rodnoje)/Ленинка             | Tarassiwka        |
| Sahy                              | Саги                  | Саги (Sagi)                          | Oleschky          |
| Solonzi                           | Солонці               | Солонцы (Solonzy)                    | Solonzi           |
| Stara Majatschka                  | Стара Маячка          | Старая Маячка (Staraja Majatschka)   | Podo-Kalyniwka    |
| Tarassiwka                        | Тарасівка             | Тарасовка (Tarassowka)               | Tarassiwka        |
| Tschelburda (bis 2016 Proletarka) | Челбурда (Пролетарка) | Челбурда/Пролетарка                  | Radensk           |
| Welyki Kopani                     | Великі Копані         | Великие Копани (Welikije Kopani)     | Welyki Kopani     |
| Wynohradowe                       | Виноградове           | Виноградово (Winogradowo)            | Wynohradowe       |
| Siedlungen                        |                       |                                      |                   |
| Abrykossiwka                      | Абрикосівка           | Абрикосовка (Abriskossowka)          | Abrykossiwka      |
| Juwilejne                         | Ювілейне              | Юбилейное (Jubileinoje)              | Juwilejne         |
| Pidlisne                          | Підлісне              | Подлесное (Podlesnoje)               | Solonzi           |
| Pojma (bis 2016 Zjurupynsk)       | Пойма (Цюрупинськ)    | Пойма (Poima)/Цюрупинск (Zjurupinsk) | Oleschky          |
| Schtschaslywe                     | Щасливе               | Счастливое (Stschastliwoje)          | Schtschaslywe     |